# イ・ジョンボム (映画監督)
イ・ジョンボム(이정범 1971年9月21日 - )は韓国の映画監督。韓国芸術総合学校出身。

## フィルモグラフィ
- 熱血男児 (2006年) 監督・脚本
- アジョシ(2010年) 監督・脚本
- 泣く男(2014年) 監督・脚本
- チョ・ピロ 怒りの逆襲(2019年) 監督・脚本

## 受賞歴
熱血男児
- 第15回春史大賞映画祭 - 新人監督賞

アジョシ
- 第6回大韓民国大学映画祭 - 監督賞
- 第8回マックスムービー今年の映画賞 - 最高の監督賞